# 臺灣靈異節目
臺灣靈異節目為臺灣電視史上一系列以靈異為主題的電視節目。除靈異主題外，節目中可能還會涉及民俗、命理、風水、超自然等內容，其製作型態多以談話節目為主，行腳節目為輔，如台視綜藝節目《玫瑰之夜》的單元「鬼話連篇」屬純談話靈異節目，以及後來TVBS的《接觸第六感》、力霸U2台的《膽大包天》、飛梭衛星綜藝台的《黑色星期五》進行棚內與外景錄影的靈異節目。 

## 臺灣靈異節目的發展
以下只介紹由臺灣製作的靈異節目，故不包含由國外引進臺灣的靈異、超自然等電視節目。
- 1984年9月9日，中視推出閩南語的靈異節目《信不信由你》，節目中包含短劇與談話內容，由中視老牌主持人魏少朋主持，並邀請當事人講解具有靈異、趣味性的真實故事，再由學者專家提出各種合理的解釋[1]。該節目收視率不錯，創下談話靈異節目的先聲，但並沒有對後期的靈異節目形成影響。
- 1988年8月，老三台綜藝節目為因應鬼月氣氛，紛紛推出新單元。華視《連環泡》以「鬼月談鬼故事」為專題製作新單元，邀請司馬中原上節目說鬼故事。台視《就在今夜》則在台北市某家餐廳舉行「恐怖之夜」的錄影。

### 1990年代
- 1990年，台視《就在今夜》加入一個新單元，邀請司馬中原說些富有人生哲理的鬼故事[2]。
- 1991年10月19日，台視《玫瑰之夜》首播，屬於綜藝節目。1993年配合節目時段為晚上十時至十一時後，正值夜深人靜，推出靈異單元〈鬼話連篇〉[3]。此時的主持人為澎恰恰與曾慶瑜，該單元主要邀請藝人上節目，談些親身經歷或聽聞的靈異故事。後來，則不定時在節目中穿插由觀眾寄來的「靈異照片」或「靈異V8」，以增加恐怖、靈異的氣氛。該單元具有極高的收視率，後來的談話靈異節目皆相繼模仿，並推陳出新。
- 1995年5月，飛梭綜藝台推出《黑色星期五》，由曾國城與楊寶瑋主持。
- 1996年，有線電視頻道紛紛推出諸如「猛鬼探險隊」、「陰間旅行團」等的新單元，引起新聞局關注及批評[4]。
- 1996年，TVBS推出《接觸第六感》，由白冰冰主持。
- 1996年8月11日，超視推出《星期天怕怕》，由文英與秦偉聯手主持[5]。
- 1997年，三立都會台推出《穿梭陰陽界》，由陳為民和李祖寧聯手主持[6]。此節目，後來改名為《鬼影追追追》。
- 1998年5月5日，GTV27《神出鬼沒》首播，第一代主持人為張月麗與周明增[7]，第二代則由馬世莉與侯昌明主持，原製作班底另外在該台其他時段推出靈異節目《獨漏六十》，由郎祖筠與侯冠群主持，兩個節目先後播出的「紅衣小女孩」錄影帶更是轟動一時。
- 1999年4月3日，東森《鬼話連篇》首播，由陳京、席曼寧擔任主持人，並加入一位命理大師侯德健主持其中一個單元。該節目為台視《玫瑰之夜》「鬼話連篇」單元的原製作班底，《玫瑰之夜》製作人俞凱爾決定轉戰至東森讓這個單元復活。於2003年6月14日播畢。
- 1999年的靈異節目已達13個，包括所謂的談話節目與戲劇節目，此時可謂靈異節目的全盛時期[8]。

### 2000年代
- 2000年3月10日，八大綜合台推出靈異節目《第三類接觸》，由侯昌明、周姿君、星卉三人主持。
- 2001年4月30日，東森綜合台播出的《開運鑑定團》在孫協志、 僅雯主持時推出靈異單元〈靈異五四三〉元，播出靈異影片。
- 2004年7月19日，八大第一台推出靈異節目《暗光鳥新聞》，由高哲翰主持，於2007年6月30日停播。
- 2005年9月5日，緯來綜合台推出靈異節目《不可思議的世界》，由小潘潘主持[9]，於2008年8月停止製作[10]。
- 2009年3月，八大第一台推出靈異節目《第六度空間》，由許聖梅與陳為民主持。於同年10月7日播畢。

### 2010年代
- 2010年，原本數量極多的談話臺灣靈異節目正式進入空窗期，目前還未有電視台願意推出新節目，只有緯來綜合台《不可思議的世界》仍在重播，戲劇類的靈異節目則還有播出。至於曾涉及靈異的命理節目，則重回命理、風水的傳統路線。
- 2011年9月14日，緯來綜合台推出靈異節目《愛喲我的媽》，由庹宗康、趙正平兩人主持，2014年4月3日停播。
- 2013年8月7日，台視推出靈異節目《那一年我們一起鬼話連篇》，集合《玫瑰之夜》的精華影片，重製播出。
- 2014年4月7日，緯來綜合台靈異節目《來自星星的事》開播，為愛喲我的媽改版，由庹宗康主持，2019年10月14日停播。
- 2016年7月8日，緯來綜合台靈異節目《來自星星的事》之《逃跑吧好兄弟》開播，外景兼棚內主持人黃尹宣、無尊和曾子余(第五季開始)、棚內主持人庹宗康主持，於2021年1月24日停播。
- 2017年6月5日，八大綜合台播出《同學！搞什麼鬼》靈異談話節目，由納豆與舒子晨搭檔主持，2018年8月30日停播[11]。

## 臺灣靈異節目列表
- 三立穿梭陰陽界（1997年－2000年）
- 東森鬼話連篇（1999年4月3日－2003年6月14日）
- 東森開運鑑定團（2001年4月30日－2009年）
- 緯來不可思議的世界（2005年9月5日－2008年）
- 緯來愛喲我的媽（2011年9月14日 [12]－2014年4月3日）
- 緯來來自星星的事（2014年4月7日－2019年10月14日）
- 緯來逃跑吧好兄弟（2016年7月8日－2021年1月24日）
- 八大同學！搞什麼鬼（2017年6月5日－2018年8月30日）

## 延伸閱讀
以下出版物以出版年份先後順序排列。

### 專著
- 賴國洲：《靈異．命理及風水節目的類型歸屬分析》，電視文化硏究委員會，1995年。
- 賴國洲：《靈異節目規範初探》，電視文化硏究委員會，1997年。
- 賴國洲：《兒童收看靈異及綜藝節目之影響性分析》，電視文化硏究委員會，1997年。
- 凌志文：《探究電視靈異節目的產製過程—以八大第一台頻道《暗光鳥新聞》節目為例》，世新大學，廣播電視電影學研究所，2006年。

### 期刊
- 電研會：〈春光鎖不住，靈異節目滿天飛—媒體副作用，超越其正面功能〉《新聞鏡周刊》1997年1月20－26日，頁42－43。
- 未署名：〈靈異節目：電視臺九六年紛紛鬧鬼〉《商業周刊》，1997年1月6－12日，頁63。
- 堯德：〈異哉所謂靈異節目〉《新聞鏡周刊》，1998年5月18－24日，頁24。
- 賀德芬：〈鬼魅當道 靈異節目該當何罪〉《動腦》，2000年9月，頁15－16。

## 外部連結
- 台灣電視資料庫－史料庫索引－靈異[永久]
- 台灣電視資料庫－書庫索引－靈異[永久]